# 589 a.C.
Séculos: (Século VII a.C. - Século VI a.C. - Século V a.C.)

## Eventos
- No Egipto, sobe ao trono Apriés, quinto faraó da XXVI dinastia.

## Mortes
- Psamético II, faraó egípcio da XXVI dinastia.